# Johann Karl Girard
Johann Karl Girard (* 9. Dezember 1732 in Rastede bei Oldenburg; † 3. Februarjul. / 14. Februar 1799greg. in Tallinn) war ein estländischer Unternehmer.

## Leben, Unternehmertum, Politik
Die Familie Girard stammt ursprünglich aus der französischen Landschaft Languedoc-Roussillon. Johann Karls Vater, der Chirurg Stephan Karl Girard († um 1740), war 1738 über Aurich in Ostfriesland nach Moskau gezogen. Die Mutter, Anna Erika Steinrücker, stammte aus Korbach. Die Familie gab sich als hugenottische Adlige aus, die wegen der religiösen Verfolgungen aus Frankreich hatten fliehen müssen.
1770 zog Johann Karl Girard in die estnische Hauptstadt Tallinn. Vier Jahre später wurde ihm dort das Bürgerrecht verliehen. Schnell bewies er im Baltikum wirtschaftliches und politisches Geschick.
1782 heiratete er die Tochter des im Jahr zuvor verstorbenen Tallinner Bürgermeisters Karl Nikolaus Hetling, Anna Dorothea Hetling (1746–1815). Dadurch wurde er (Mit-)Eigentümer des bereits 1636 gegründeten Tallinner Handelshauses Thomas Clayhills & Sohn, in das die Familie Hetling eingeheiratet hatte. Nach dem Aussterben der männlichen Linie der Familie Clayhills und der Heirat mit Anna Dorothea Hetling wurde Johann Karl Girard durch Erbschaft Alleineigentümer des Unternehmens, das er weiter ausbaute.
Am Ende seines Lebens wurden Johann Karl Girard wichtige politische Ämter übertragen. 1797/98 war er Ratsherr in Tallinn. Am 18. Januar 1798 wurde er zum Tallinner Bürgermeister gewählt.
Der Sohn von Johann Karl Girard, Johann Karl Girard de Soucanton (1785–1868), führte nach dem Tod seines Vaters 1799 Thomas Clayhills & Sohn weiter. 1862 wurde er von Zar Alexander II. als Baron in den Adelsstand erhoben. Dessen ältester Sohn, Edmund Girard (1810–1861) und dessen dritter Sohn Arthur Girard de Soucanton (1819–1884) betätigten sich als erfolgreicher Unternehmer in der Firma Thomas Clayhills & Sohn. Johann Karl Girard de Soucantons jüngster Sohn Johann Karl "John" (1826–1896) gründete 1870 das Zementwerk in Kunda.